# Elisabetta Teresa di Lorena (1664-1748)
Elisabetta di Lorena (Élisabeth Thérèse; 5 aprile 1664 – Parigi, 7 marzo 1748) è stata una nobildonna francese, principessa d'Epinoy per matrimonio. È spesso citata come princesse de Lillebonne. Fu la madre di Luigi II di Melun, duca di Joyeuse, che scomparve in circostanze misteriose nel 1724 e di Anne Julie de Melun, princesse de Soubise.

## Biografia
Era un membro del ramo cadetto del Casato di Guisa, suo padre era il figlio minore di Carlo II di Lorena-Guisa, duc d'Elbeuf e Caterina Enrichetta di Borbone, una figlia naturale di Enrico IV di Francia e Gabrielle d'Estrées. Sua madre, Anna, era una lontana cugina di suo padre e l'unica figlia di Carlo IV di Lorena e della moglie segreta, Béatrice de Cusance.
Quinta dei nove figli dei suoi genitori, fu la sola fra i suoi fratelli a sposarsi e ad avere figli. Fu denominata Mademoiselle de Commercy alla corte reale francese, essendo il principato di Commercy un dominio sussidiario della Casa di Lorena.
Il 7 ottobre 1691 Elisabetta Teresa sposò Luigi I di Melun, principe d'Epinoy e Duca di Joyeuse, che era di nove anni più giovane di lei. La coppia ebbe due figli, un maschio nato nel 1694 ed una femmina nata nel 1698. Solo quest'ultima avrebbe avuto discendenza.
Elisabetta Teresa fu la Duchessa di Luxembourg-Saint-Pôl  per proprio diritto. Acquistò il ducato da Maria d'Orléans
Fu una dama di compagnia di Maria Anna di Borbone-Francia, Principessa di Conti (1666–1739), una figlia legittimata di Luigi XIV di Francia.
Si diceva che lei e sua sorella, secondo Saint-Simon, fossero spie per Madame de Maintenon. Mentre nel circolo del Grand Dauphin, diventò intima delle sue altre sorellastre Luisa Francesca di Borbone-Francia, nota come Madame la Duchesse. Fu anche legata a suo zio Carlo Enrico di Lorena, principe di Vaudémont e a Luigi Giuseppe di Borbone-Vendôme, duca di Vendôme.
Nel 1721, alla morte della sua prozia, Margherita Luisa d'Orléans, Granduchessa di Toscana, Elisabetta Teresa fu designata sua erede, nonostante Margherita Luisa avesse presumibilmente promesso che avrebbe reso i suoi figli suoi eredi.
Perse entrambi i suoi figli nel 1724: Louis, avendo sposato segretamente Marie Anne de Bourbon (1697–1741),, scomparve mentre si trovava ad un ballo al Castello di Chantilly nel mese di luglio. Anne Julie era precedentemente morta di vaiolo, lasciando cinque figli piccoli.
Elisabetta Teresa morì il 7 marzo 1748 all'Hôtel de Mayenne. Aveva ottantré anni.
Attraverso sua figlia, è un'antenata degli attuali duchi di Montbazon del Casato di Rohan.

## Discendenza
- Luigi II di Melun, duca di Joyeuse, che sposò prima Armande de La Tour d'Auvergne, senza figli; sposò in seconde nozze Maria Anna di Borbone-Condé (1697–1741), senza figli;
- Anne Julie de Melun (1698 – 18 maggio 1724) sposò Jules de Rohan, principe di Soubise ed ebbe figli; fu nonna di Carlotta di Rohan, moglie di Luigi-Giuseppe di Borbone-Condé.

## Ascendenza
|                               |                         |                            | Genitori                           |  |  | Nonni |  |  | Bisnonni           |  |  | Trisnonni        |  |
|                               |                         |                            |                                    |  |  |       |  |  | Charles I d'Elbeuf |  |  | René II d'Elbeuf |  |
|                               |                         |                            |                                    |  |  |       |  |  | Charles I d'Elbeuf |  |  | René II d'Elbeuf |  |
|                               |                         | Louise de Rieux            |                                    |  |  |       |  |  | Charles I d'Elbeuf |  |  |                  |  |
| Charles II d'Elbeuf           |                         |                            |                                    |  |  |       |  |  | Charles I d'Elbeuf |  |  |                  |  |
|                               |                         | Marguerite de Chabot       | Léonor de Chabot                   |  |  |       |  |  |                    |  |  |                  |  |
|                               |                         | Marguerite de Chabot       | Léonor de Chabot                   |  |  |       |  |  |                    |  |  |                  |  |
|                               |                         | Marguerite de Chabot       | Françoise de Rye                   |  |  |       |  |  |                    |  |  |                  |  |
| François-Marie de Lorraine    |                         | Marguerite de Chabot       |                                    |  |  |       |  |  |                    |  |  |                  |  |
|                               |                         | Henri IV de France         | Antoine de Bourbon-Vendôme         |  |  |       |  |  |                    |  |  |                  |  |
|                               |                         | Henri IV de France         | Antoine de Bourbon-Vendôme         |  |  |       |  |  |                    |  |  |                  |  |
|                               |                         | Henri IV de France         | Jeanne III de Navarre              |  |  |       |  |  |                    |  |  |                  |  |
| Catherine de Bourbon-Vendôme  |                         | Henri IV de France         |                                    |  |  |       |  |  |                    |  |  |                  |  |
|                               |                         | Gabrielle d'Estrées        | Antoine d'Estrées                  |  |  |       |  |  |                    |  |  |                  |  |
|                               |                         | Gabrielle d'Estrées        | Antoine d'Estrées                  |  |  |       |  |  |                    |  |  |                  |  |
|                               |                         | Gabrielle d'Estrées        | Françoise Babou de La Bourdaisière |  |  |       |  |  |                    |  |  |                  |  |
| Élisabeth-Thérèse de Lorraine |                         | Gabrielle d'Estrées        |                                    |  |  |       |  |  |                    |  |  |                  |  |
|                               | François II de Lorraine | Charles III de Lorraine    |                                    |  |  |       |  |  |                    |  |  |                  |  |
|                               | François II de Lorraine | Charles III de Lorraine    |                                    |  |  |       |  |  |                    |  |  |                  |  |
|                               | François II de Lorraine | Claude de Valois           |                                    |  |  |       |  |  |                    |  |  |                  |  |
| Charles IV de Lorraine        | François II de Lorraine |                            |                                    |  |  |       |  |  |                    |  |  |                  |  |
|                               |                         | Christine von Salm         | Paul von Salm                      |  |  |       |  |  |                    |  |  |                  |  |
|                               |                         | Christine von Salm         | Paul von Salm                      |  |  |       |  |  |                    |  |  |                  |  |
|                               |                         | Christine von Salm         | Marie Le Veneur de Tillières       |  |  |       |  |  |                    |  |  |                  |  |
| Anne de Lorraine              |                         | Christine von Salm         |                                    |  |  |       |  |  |                    |  |  |                  |  |
|                               |                         | Claude-François de Cusance | Evandelin Simon de Cusance         |  |  |       |  |  |                    |  |  |                  |  |
|                               |                         | Claude-François de Cusance | Evandelin Simon de Cusance         |  |  |       |  |  |                    |  |  |                  |  |
|                               |                         | Claude-François de Cusance | Béatrice de Vergy                  |  |  |       |  |  |                    |  |  |                  |  |
| Béatrice de Cusance           |                         | Claude-François de Cusance |                                    |  |  |       |  |  |                    |  |  |                  |  |
|                               |                         | Ernestine van Witthem      | Jean van Witthem                   |  |  |       |  |  |                    |  |  |                  |  |
|                               |                         | Ernestine van Witthem      | Jean van Witthem                   |  |  |       |  |  |                    |  |  |                  |  |
|                               |                         | Ernestine van Witthem      | Maria Margareta de Merode          |  |  |       |  |  |                    |  |  |                  |  |
|                               |                         | Ernestine van Witthem      |                                    |  |  |       |  |  |                    |  |  |                  |  |

## Titoli e denominazione
- 5 aprile 1664 – 7 ottobre 1691: Mademoiselle de Commercy
- 7 ottobre 1691 – 7 marzo 1748: Madame la princesse d'Epinoy